# Назаренко Юрій Йосипович
Ю́рій Йо́сипович Наза́ренко (* 28 лютого, 1942, Білопілля, Сумська обл.) — український поет, майстер сонету, інженер-конструктор, винахідник. Член Національної спілки письменників України (1985). Керівник літературної студії «Зерна» (1999—2005). Автор першого в українській літературі «королівського» вінка сонетів. 

## Життєпис
Народився 28 лютого 1942 р. в місті Білопілля.
Після закінчення Білопільського залізничного училища №2 (нині ДНЗ «Білопільське вище професійне училище»), де здобув спеціальність токаря-універсала, працював на Сумському заводі електронних мікроскопів (пізніше — ВАТ «SELMI»). 
У 1969 р. закінчив Київський політехнічний інститут, працював провідним конструктором спеціального конструкторсько-технологічного бюро при заводі, автор низки персональних винаходів, які були втілені у виробництво. Одержав знак «Винахідник СРСР», був відзначений бронзовою медаллю ВДНГ (1986). Лауреат премії об′єднання «За особливо важливі досягнення в науково-технічному прогресі» (1987) за технічні розробки в галузі мас-спектрометрії.
У 1971—1977 рр. навчався в Московському літературному інституті імені О. М.Горького.
Очолював літературну студію «Зерна», яка 1999 року була створена при сумському Мистецькому центрі «Собор».

## Творчість
Вірші став писати ще в шкільні роки, згодом почав друкуватися в районній та обласній пресі. Серйозніше зайнявся поетичною творчістю  студентом політехнічного інституту під враженням перебування  в Казахстані та Сибіру, куди їздив у складі студентських будівельних загонів. 
Твори поета публікувалися в українських та всесоюзних періодичних виданнях «Літературна Україна», «Сумщина», «Молодая гвардия», «Радуга», «Вітчизна», «Березіль», «Дніпро», альманахах «Вітрила-82», «Поезія-85» та ін.
Автор першого в українській літературі «королівського вінка» («корони корон», «вінка вінків») сонетів («лірико-сатиричної поеми», за визначенням автора) «Формула крові», який складається з 226 сонетів «великого» магістралу (15 творів), останній і перший рядки якого «вплетені» у «вершальний» сонет (226-й). Робота над цим унікальним твором тривала понад 15 років.

## Поетичні збірки
- 1977 — «Негаснущие звезды»
- 1981 — «Трудолюбивой долей дорожу»
- 1990 — «Пролісковий мед»
- 1991 — «Пред именем твоим»
- 1996 — «Прощання з літом»
- 2004 — «Королівський вінок сонетів»
- 2010 — «Голосом весни»
- 2014 — «Верем'я»[5]
- 2020 — «Ластівкою над вітрами»[6].

## Нагороди та відзнаки
- Нагороджений нагрудним знаком «Винахідник СРСР»;
- 1987 — Бронзова медаль ВДНГ;
- 2004 — Всеукраїнська літературна премія імені Олександра Олеся за книгу «Королівський вінок сонетів»[7];
- 2011 — літературна премія «Тріумф-перо»[6];
- 2013 — літературна премія імені Ярослава Дорошенка в номінації «За цикл сонетів»[8][9].
- Почесний громадянин м. Білопілля[10] .

### Публікації в книгах
- Назаренко Юрій Йосипович // Сумщина в іменах : енциклопедичний довідник. — Суми, 2003. — С. 313.
- Вертіль  О. Назаренко Юрій / Олександр Вертіль // Сумщина. Велика спадщина. Поезія. — Суми : Університетська книга, 2019. — С. 336—339 : фот.
- Сіробаба М. В. Королівський вінок сонетів Ю. Назаренка як новітня поетична форма / М. В. Сіробаба // Вісник Луганського національного університету імені Тараса Шевченка. Філологічні науки. — 2013. — № 2 (2). — С. 220—225.
- Шаф О. «Королівський» вінок сонетів Юрія Назаренка //  Шаф О. Вінок сонетів у сучасній українській літературі. — Київ : Просвіта, 2015. — С. 177—213.

### Статті в періодичних виданнях
- Клименко Л. Утвердження // Ленінська правда (Суми). — 1981. — 13 берез.
- Гаврилов П. Заводська муза поета // Ленінська правда. — 1981. — 1 лип.
- Шуляк Т. Друга збірка Ю. Назаренка // Вперед.  — 1981. — 30 трав.
- Чубур В. Юрію Назаренку — 50 // Літературна Україна. — 1992. — 19 берез.
- Хвостенко Г. Поет, який не «відгукнеться» // Сумщина. — 1992. — 21 січ.
- Вертіль О. 3388 рядків королівського вінка // Сумщина. — 2004. — 19 черв.
- Калініченко Н. Юрій Назаренко і його «Королівський вінок сонетів» // Суми і сумчани. — 2004. — 20 трав.
- Федорина А. Король сонетів // Україна молода. — 2004. — 27 трав.
- Гриценко М. Королівські сонети Юрія Назаренка // Літературна Україна. — 2004. — 18 листоп.